# مایکل نوئر (کارگردان)
مایکل نوئر (دانمارکی: [ˈmiˌkʰɛˀl ˈnoˀɐ]؛ زادهٔ ۲۷ دسامبر ۱۹۷۸) کارگردان فیلم اهل دانمارک است. وی از سال ۲۰۰۳ میلادی تاکنون مشغول فعالیت بوده‌است.

## تحصیلات و حرفه
نوئر در کالج فیلم اروپا و سپس در مدرسه ملی فیلم دانمارک تحصیل کرد، جایی که در سال ۲۰۰۳ از برنامه مستند فارغ‌التحصیل شد. مستند او در سال ۲۰۰۷، وستربرو (Vesterbro)، در جشنواره بین‌المللی مستند کپنهاگ مورد تقدیر قرار گرفت.
نوئر با با همکاری با توبیاس لیندهولم، اولین کارگردانی مشترک فیلم داستانی خود را با درام زندانِ آر در سال ۲۰۱۰ انجام داد که برنده جایزه بودیل برای بهترین فیلم دانمارکی و جایزه روبرت برای بهترین فیلم دانمارکی شد و جایزه روبرت بهترین کارگردانی را برای آنها به ارمغان آورد. او متعاقباً کارگردان شمال غرب و Key House Mirror بود که به ترتیب در سال ۲۰۱۳ و ۲۰۱۵ منتشر شدند. در سال ۲۰۱۷، اولین فیلم انگلیسی‌زبان او، پاپیون، بازسازی فیلم ۱۹۷۳، در جشنواره بین‌المللی فیلم تورنتو به نمایش درآمد.
در سال ۲۰۱۸، پیش از ژاله، پنجمین فیلم بلند او در روستایی قرن نوزدهم دانمارک، در جشنواره بین‌المللی فیلم تورنتو به نمایش درآمد. همچنین در جشنواره بین‌المللی فیلم توکیو شرکت کرد و جایزه ویژه هیئت داوران و جایزه بهترین بازیگر مرد را از آن خود کرد.